# Rhaebus gebleri
Rhaebus gebleri là một loài bọ cánh cứng trong họ Bruchidae. Loài này được Fisher de Waldheim miêu tả khoa học năm 1824.